# Crella polymastia
Crella polymastia är en svampdjursart som först beskrevs av Thiele 1903.  Crella polymastia ingår i släktet Crella och familjen Crellidae. Inga underarter finns listade i Catalogue of Life.